# Álvaro Zancajo
Álvaro Zancajo Fenoll (Madrid, 25 de octubre de 1980) es un periodista y presentador de televisión español, licenciado en Periodismo por la Universidad CEU San Pablo y máster en Periodismo, Discurso y Comunicación por la Universidad Complutense de Madrid. Desde 2022 es director de comunicación de VOX, donde se inició en la candidatura a las elecciones al Parlamento de Andalucía, encabezada por Macarena Olona.

## Biografía
Su trayectoria profesional empieza en Antena 3 como becario durante su último año en la universidad. Después de 3 meses en la sección de nacional, se marcha a Zaragoza, donde pasa a formar parte de la plantilla de la delegación territorial. Allí permanece un año y varios meses en las corresponsalías de Huesca y Teruel trabajando para los informativos regionales y nacionales.
A su regreso a Madrid, vuelve a contar con él para Las noticias de la mañana, donde permanece dos años como redactor y reportero en horario nocturno. Después pasa a formar parte del equipo del programa de debate político Ruedo Ibérico presentado por la periodista Montserrat Domínguez, para más tarde incorporarse al programa de actualidad Espejo Público, con Susanna Griso. 
Tras esta etapa y después de protagonizar varias exclusivas periodísticas con las que consigue hacer programas especiales en prime time, Zancajo es rescatado para formar parte de la redacción de Antena 3 Noticias donde, en 2010, es nombrado director de Noticias fin de semana y dos años después también como presentador con Sandra Golpe. En septiembre de 2014, tras dirigir y presentar las ediciones de fin de semana, pasa a ser presentador y director del informativo, Noticias 2, de lunes a viernes, en sustitución de Matías Prats.
Tras dos años al frente del informativo nocturno, Zancajo abandona Antena 3 y es fichado por RTVE como director del Canal 24 Horas, coordinador de informativos de TVE y director de noticias de rtve.es. cargo que ejerce hasta septiembre de 2018. Desde el lunes 17 de abril de 2017 y hasta julio de 2018, presentó el informativo 20H de lunes a viernes a las 8 de la tarde en el Canal 24 Horas.
En septiembre de 2018, pasa a ser director de documentales de La 2.
El 20 de enero de 2020 se anuncia su fichaje por Canal Sur Televisión, como director de contenidos informativos, nuevos formatos y transformación digital de la televisión andaluza; El 28 de diciembre cesa en el cargo. La etapa de Zancajo al frente de Canal Sur será recordada por la polémica que acompañó a su cese.
El 9 de mayo de 2022 fue contratado por VOX, para llevar la comunicación de la candidatura del partido a las elecciones al Parlamento de Andalucía.

## Controversias
Zancajo ha sido acusado en varias ocasiones por exdirigentes de su propio partido de dirigir bots con los que supuestamente acosaría a éstos. Entre los afectados estaban Juan García-Gallardo y Víctor Sánchez del Real.